# Kanako Omura
Kanako Omura (大村加奈子, Omura Kanako) est une joueuse japonaise de volley-ball née le 15 décembre 1976 à Nakagyō-ku, ville de Kyoto. Elle mesure 1,84 m et joue centrale. Elle totalise 130 sélections en équipe du Japon.

## Clubs
| Club              | Pays  | De        | À         |
| ----------------- | ----- | --------- | --------- |
| Dainei            | Japon | 1995-1996 | 1999-2000 |
| Hisamitsu Springs | Japon | 2000-2001 | …         |

## Palmarès
- Championnat d'Asie et d'Océanie (1)
  - Vainqueur : 2007
  - Finaliste : 2003
- Championnat du Japon (1)
  - Vainqueur : 2007
  - Finaliste : 2006